# Рутенберг Василь Карлович
Васи́ль Ка́рлович Рутенбе́рг (нім. Friedrich Ernst Wilhelm von Orgies-Rutenberg; нар. 30 липня 1807, Старий Сератен (нім. Alt Seraten), Курляндська губернія — пом. 2 березня 1869, Київ) — український педагог, колезький секретар, капітан.

## Життєпис

### Родина
Народився у Старому Сератені (нім. Alt Seraten) (Курляндська губернія) у німецькій баронській родині 30 липня 1807 року.
Батько нім. Karl Ernst (нар. 7 грудня 1768, Єлгава — пом. 21 грудня 1807), працював у Старому Сератені (нім. Alt Seraten), гауптманом у Баусці, тисяцьким у Вецселпілсі (нім. Selburg, пізніше у Кулдізі.
Мати нім. Eudoxia Margarethe Friederike von Mirbach (нар. 24 березня 1775, Єлгава — пом. 21 вересня 1834, Єлгава).
Брат нім. Jogan Joseph Gotthard Otto (нар. 14 травня 1803 — пом. 16 травня 1864).

### Трудова діяльність
У 1836—1839 навчальних роках працює у чині губернський секретар помічником інспектора студентів Київського Імператорського університету Святого Володимира.
У 1839—1840 навчальних роках працює у чині колезький секретар у місті Златопіль штатним наглядачем місцевого повітового дворянського училища.

### Військова діяльність
Служив у Варшаві.
25 липня 1841 року з підпоручиків Корпусу інженерів військових поселень призначається у поручики.
У 1841—1843 роках — поручик IV округу Корпусу інженерів військових поселень.
У 1843—1844 роках — поручик VI округу (Кременчук) Корпусу інженерів військових поселень.
26 березня 1844 року з поручиків Корпусу інженерів військових поселень призначається у штабс-капітани.
У 1844—1848 роках — штабс-капітан VI округу (Кременчук) Корпусу інженерів військових поселень.
У 1848—1853 роках — капітан VI округу (Кременчук) Корпусу інженерів військових поселень.
11 липня 1854 року з капітанів Корпусу інженерів військових поселень призначається у підполковники.

### Нагороди
- Орден Святої Анни 3 ступеня (4 травня 1831)[24].

## Сім'я
Дружина Наталія фон Бунге (нар. 1805), донька Георгія Георгійовича Бунге (нар. 1761, Київ — пом. 1815), засновник і власник хмільні у Києві (1811), мав маєток у селі Хмільна та Кароліни Гуфмахер (нар. 1777, Могильов — пом. 1841).
Діти:
- син нім. Georg Otto Karl (нар. 11 липня 1836, Київ — пом. 1874) — штабс-капітан Російської імперії[1].
- донька Анна (нім. Anna) (нар. і пом. 26 липня 1837, Київ)[1].
- син нім. Wilhelm Christian (нар. 26 липня 1837, Київ — пом. 4 листопада 1837)[1].
- донька Єлизавета (нім. Elisabeth) (нар. 5 жовтня 1838, Київ). 1857 року пошлюблена з Вітольдом Грабовським (нім. Witold Grabowski (пом. 1876), штабс-капітаном Російської імперії[1].
- син Олександр (нім. Alexander) нар. 5 жовтня 1838, Київ — пом. 13 березня 1880, Київ) — підполковник Російської імперії[1].
- донька Ольга (нім. Olga) (нар. 14 лютого 1843, Київ)[1].
- син Дмитро (нім. Demetrius) (нар. 14 лютого 1843, Київ — пом. 13 червня 1882, Київ) — колезький радник Російської імперії. 1869 року одружений з Катериною Нікітіною (пом. 24 червня 1879, Київ), донькою Олександра, полковника Російської імперії та Марії (до шлюбу Головатенко)[25].

## Зазначення
1. 1 2 3 4 5 6 7 8 9  Genealogisches Handbuch der baltischen Ritterschaften, Teil 3, 2: Kurland, Lieferung 9 °C. 688(нім.)
2. 1 2  Genealogisches Handbuch der baltischen Ritterschaften, Teil 3, 2: Kurland, Lieferung 9 °C. 687(нім.)
3. ↑  Помічники інспектора (субінспектори) призначалися з колишніх гімназійних учителів і виконували допоміжні функції нагляду за поведінкою студентів.Кругляк М. Е. Взаємовідносини студентства та інспекції в контексті навчально-виховного процесу вищої школи підросійської України (Друга половина ХІХ — початок ХХ ст.)//№ 9 (89) вересень 2012, С. 8[недоступне посилання з липня 2019] Вартовий субінспектор мав обов'язок занотовувати професорів, що спізнюються на заняття більше як на 10 хвилин. Автушенко І. Б. З історії заснування Київського національного університету імені Тараса Шевченка//Збірник наукових праць НТУ. Вісник. С. 4[недоступне посилання з липня 2019]
4. ↑  Месяцеслов и Общий Штат Российской Империи на 1837 год. (часть 1 и 2). Ч. 1 С. 645 [Архівовано 16 січня 2017 у Wayback Machine.](рос. дореф.)
5. ↑  Месяцеслов и Общий Штат Российской Империи на 1838 год. (часть 1 и 2). Ч. 1 С. 640 [Архівовано 16 січня 2017 у Wayback Machine.](рос. дореф.)
6. ↑  Месяцеслов и Общий Штат Российской Империи на 1839 год. (часть 1 и 2). Ч. 1 С. 581 [Архівовано 16 січня 2017 у Wayback Machine.](рос. дореф.)
7. ↑  Месяцеслов и Общий Штат Российской Империи на 1840. Часть 1 и 2. Ч. 1 С. 593 [Архівовано 16 січня 2017 у Wayback Machine.](рос. дореф.)
8. ↑  Малій, Ольга (2007). Родовід Бунге (PDF). Спеціальні історичні дисципліни: питання теорії та методики : збірник наукових праць. Київ (15): 78. Архів оригіналу (PDF) за 5 березня 2016.
9. ↑  Высочайшіе приказы о чинахъ военныхъ июль-декабрь 1841. — СПб, 1841. — С. 65.(рос. дореф.)
10. ↑  Месяцеслов и Общий Штат Российской Империи на 1842. Часть 1 и 2. Ч. 1 Р. II С. 125 [Архівовано 20 грудня 2016 у Wayback Machine.](рос. дореф.)
11. ↑  Адрес-Календарь или Общий Штат Российской Империи на 1843 год. Часть 1 и 2. Ч. 1 Р. II С. 80 [Архівовано 20 грудня 2016 у Wayback Machine.](рос. дореф.)
12. ↑  Адрес-Календарь или Общий Штат Российской Империи на 1844 год. Часть 1 и 2. Ч. 1 Р. II С. 73 [Архівовано 20 грудня 2016 у Wayback Machine.](рос. дореф.)
13. ↑  Высочайшіе приказы о чинахъ военныхъ январь-июнь 1844. — СПб, 1844. — С. 202.(рос. дореф.)
14. ↑  Адрес-Календарь или Общий Штат Российской Империи на 1845 год. Часть 1 и 2. Ч. 1 Р. II С. 74 [Архівовано 20 грудня 2016 у Wayback Machine.](рос. дореф.)
15. ↑  Адрес-Календарь, или Общий Штат Российской Империи на 1846 год. Часть 1 и 2. Ч. 1 Р. II С. 62 [Архівовано 20 грудня 2016 у Wayback Machine.](рос. дореф.)
16. ↑  Адрес-Календарь, или Общий Штат Российской Империи на 1847 год. Часть 1 и 2. Ч. 1 Р. II С. 63 [Архівовано 5 березня 2016 у Wayback Machine.](рос. дореф.)
17. ↑  Адрес-Календарь или Общий Штат Российской Империи на 1848 год. Часть 1 и 2. Ч. 1 Р. II С. 60 [Архівовано 20 грудня 2016 у Wayback Machine.](рос. дореф.)
18. ↑  Адрес-Календарь или Общий Штат Российской Империи на 1849 год. Часть 1 и 2. Ч. 1 С. 61 [Архівовано 20 грудня 2016 у Wayback Machine.](рос. дореф.)
19. ↑  Адрес-Календарь. Общий Штат Российской Империи. 1850, часть 1 и 2. Ч. 1 Р. II С. 32л [Архівовано 20 грудня 2016 у Wayback Machine.](рос. дореф.)
20. ↑  Адрес-Календарь. Общая Роспись всех чиновных особ в государстве. 1851, часть 1, 2 и алфавитный указатель личных имен. Ч. 1 Р. II С. 66л [Архівовано 20 грудня 2016 у Wayback Machine.](рос. дореф.)
21. ↑  Адрес-Календарь. Общая Роспись всех чиновных особ в Государстве. 1852. Часть 1 и 2. Ч. 1 Р. II С. 67л [Архівовано 4 березня 2016 у Wayback Machine.](рос. дореф.)
22. ↑  Адрес-Календарь. Общая роспись всех чиновных особ в государстве 1853 год. (часть 1 и 2). Ч. 1 Р. II С. 68л [Архівовано 5 березня 2016 у Wayback Machine.](рос. дореф.)
23. ↑  Высочайшіе приказы о чинахъ военныхъ июль-декабрь 1854. — СПб, 1854. — С. 34.(рос. дореф.)
24. ↑  Список кавалерам российских имп. и царских орденов... за 1849 год. — СПб : тип. К. Вингебера, 1850. — С. 459.(рос. дореф.)
25. ↑  Genealogisches Handbuch der baltischen Ritterschaften, Teil 3, 2: Kurland, Lieferung 9 °C. 689(нім.)